# Museo del Cassero
Il museo del Cassero si trova all'interno del dongione della rocca di Radicofani, nella città omonima della Val d'Orcia.

## Descrizione
Il percorso della visita si sviluppa su tre piani all'interno del cassero ed è dedicato alla rocca e alla sua storia. I plastici, i pannelli espositivi e le ricostruzioni multimediali testimoniano tra le altre cose degli interventi di restauro a cui è stata sottoposta la fortezza nel 1929 e nel 1999.
La collezione conserva anche reperti archeologici provenienti dall'insediamento etrusco posto sull'altura di Radicofani, risalenti all'età del Bronzo finale e rinvenuti durante le opere del restauro del progetto Fio. Dal gennaio 1999 il museo è aperto al pubblico.